# Long Gables
Long Gables är en bergstopp i Antarktis. Den ligger i Västantarktis. Chile gör anspråk på området. Toppen på Long Gables är 4 151 meter över havet.
Terrängen runt Long Gables är varierad. Trakten är obefolkad. Det finns inga samhällen i närheten. 